# 김덕수 (캘리그라퍼)
김덕수(1980년~ )는 대한민국의 캘리그라피 작가이다.

## 캘리그라피 작품

### 드라마 캘리그라피
1. - 2024 SBS 금토드라마 <재벌X형사> 손대역 / 서예자문 등
  - 2022 SBS 금토드라마 <악의마음을읽는자들>
  - 2020 SBS 아침드라마 <불새2020>
  - 2020 한림예고TV 웹드라마 <너라서좋아>
  - 2020 KBC광주방송 <환상의타이밍>
  - 2018 SBS 월화드라마 <복수가돌아왔다>
  - 2017 SBS 수목드라마 <수상한파트너>
  - 2016 SBS 수목드라마 <원티드>
  - 2015 SBS 수목드라마 <리멤버-아들의전쟁>
  - 2015 SBS 주말드라마 <애인있어요>
  - 2015 SBS 월화드라마 <상류사회>
  - 2014 SBS 월화드라마 <펀치>

### 다큐멘터리 캘리그라피
1. - 2021 한국경제TV 7부작 다큐멘터리 <The미라클-한국의기업>
  - 2020 MBC스페셜 VR다큐멘터리 <너를만났다>
  - 2019 JTBC 창사기획 <DMZ>
  - 2019 제주MBC 창사 51주년 특집 다큐멘터리 <물과숲그리고흙의이야기>
  - 2016 SBS 스페셜 <손맛이뭐길래>
  - 2016 KBS1TV 특집다큐 리우 패럴림픽 개막특집 <터치>
  - 2014 JTBC <2014 우리의 선택> 6.4지방선거 장표 캘리그라피
  - 2014 FOOD TV <조선의 미식기행>

### 앨범 타이틀 캘리그라피
1. - 2015 에일리 <너나잘해>
  - 2015 휘성+에일리 <KISS>
  - 2015 이루&J-Yo(럭키제이) <가로수길>
  - 2015 이루 <유난히 아픈 봄>
  - 2014 비트윈 1집 <갖고싶니>
  - 2014 V.O.S 박지헌 <왜자꾸보고싶을까>
  - 2013 2BIC 정규1집 <Back to Black>
  - 2012 2BIC 디지털 싱글 <24시간 후>

### 게임 타이틀 캘리그라피
1. - 2021 KOEI <삼국지전략판> 슬로건
  - 2021 R2게임즈아시아 <대전국지>
  - 2020 펀셀123 <천하대적검>
  - 2019 이스카이펀 <불후의검>
  - 2018 스카이라인게임즈 <야망>
  - 2018 이펀컴퍼니 <삼국지M>
  - 2016 라인콩코리아 <촉산 for kakao>

### 캘리그라피 폰트
1. - 2022 <정묵판본체>
  - 2020 <정묵어울림체>
  - 2019 <정묵앨리스체>
  - 2018 <정묵바위체>

### 기업 및 공기업 슬로건 캘리그라피
1. - 2023 기아타이거즈 슬로건<압도하라! KIATIGERS>
  - 2023 신한금융그룹 신한경영포럼 슬로건
  - 2022 기아타이거즈 슬로건<포효하라! KIATIGERS>
  - 2022 신한금융그룹 신한경영포럼 슬로건
  - 2021 신한금융그룹 출정식 및 신한경영포럼
  - 2020, 2021, 2022 경기도청 희망글판
  - 2020 대한체육회 100주년 슬로건 <대한체육회 100년 국민과 함께 할 백년!>
  - 2020 포스코 <기업, 시민이 되다>
  - 2020 북방경제협력위원회 외교슬로건 <2020 신북방경제협력의 해>
  - 2018 동부금융 <한 사람 한 사람을 위한 금융>
  - 2018 SOLGAR <소중한 당신이라서 솔가>
  - 2018 평창올림픽 선수촌 응원 대형 현수막 / 수건 슬로건[1]
  - 2014 매경미디어그룹 시무식 슬로건
  - 2014 서울시청 꿈간판<이상화 선수 금메달 환영문구>

### 방송 및 신문 소개
1. - 2021 매일경제신문 55주년 기념판 3월 11일(목) 2면 소개
  - 2021 SBS골프 신년 ID영상 출연
  - 2017 OBS<황금보따리>인터뷰
  - 2015 ETN<미녀들의 시크릿노트>인터뷰